# Scottish Claymores
Scottish Claymores var en klubb från Skottland som spelade amerikansk fotboll i NFL Europe. Laget grundades 1995 och spelade till och med säsongen 2004. 
Klubben spelade sina hemmamatcher i Edinburgh 1995-1997, mellan 1998 och 2000 spelade man både i Edinburgh och även Glasgow, men fyra sista åren 2001 till 2004 spelades alla matcher i Glasgow.
Laget vann World Bowl 1996, genom att slå Frankfurt Galaxy på hemmaplan i Edinburgh med 32-27. "Claymores" förlorade finalen 2000 mot Rhein Fire.